# Маргиби
Маргиби (англ. Margibi) — одно из графств Либерии. Административный центр — город Каката.

## География
Расположено на западе центральной части страны. Граничит с графствами Гранд-Баса (на востоке), Бонг (на севере) и Монтсеррадо (на западе). На юге омывается водами Атлантического океана. Площадь составляет 2615 км².

## Население
Население по данным переписи 2008 года — 199 689 человек; плотность населения — 76,36 чел./км².
Динамика численности населения графства по годам:
| 1984   | 1986    | 2008    | 2013    |
| ------ | ------- | ------- | ------- |
| 98 000 | 104 000 | 199 689 | 205 519 |

## Административное деление
В административном отношении делится на 4 округа (население — 2008 г.):
- Файрстоун (57 251 чел.)
- Гиби (13 232 чел.)
- Каката ( 34 936 чел.)
- Мамба-Каба (41 076 чел.)